# Tøsedrengene
A Tøsedrengene dán könnyűzenei együttes volt, amely 1976 és 1986 között működött. Zenéjükben pop-rock és reggae-elemek keveredtek.

## Tagok
- Klaus Kjellerup (basszus, gitár, ének, 1978-83)
- Michael Bruun (gitár)
- Åge Hagen (billentyűs hangszerek)
- Henrik Stanley (billentyűs hangszerek, ének)
- Jan Sivertsen (dob)
- Anne Dorte Michelsen (ének, 1980-?)
- Gitte Naur (1980-81)
- Maria Bramsen (ének, 1981-?)
- Rene Sczyrbak (basszus, 1983-84)
- Lars Danielsson (basszus, 1984-85)

## Lemezeik
- Det går fremad (1979)
- Tiden står stille (1981)
- Tøsedrengene 3 (1982)
- Alle vore håb (1983)
- Tiden er klog (1984)
- I sikre hænder (1985)
- Sig du kan li mig / Det bedste fra tøs.. (2014)

## Fordítás
- Ez a szócikk részben vagy egészben  a   Tøsedrengene című angol Wikipédia-szócikk fordításán alapul.  Az eredeti cikk szerkesztőit annak laptörténete sorolja fel. Ez a jelzés csupán a megfogalmazás eredetét és a szerzői jogokat jelzi, nem szolgál a cikkben szereplő információk forrásmegjelöléseként.